# مارغريت ايميليا غاردينر
مارغريت إميليا غاردينر (بالإنجليزية: Margaret Emilia Gardiner)‏ ناشطة سياسة يسارية (ولدت في 22 أبريل 1904 توفيت في 2 يناير 2005) أقامت في هامبستيد، لندن منذ عام 1932، عرفت السيدة غاردينر باسم «برنال» في فترة من حياتها وذلك لمشاركتها البروفيسورجون ديزموند برنال رغم أنه‍ما لم يتزوجا أبداً، في حفل عيد الميلاد عام 1980 ‏ حصلت على وسام رتبة الإمبراطورية البريطانية لتقديميها خدمات لمركز بيير للفنون. ‏

## السيرة الذاتية
والد مارغريت من أصول يهودية، نمساوي ـ مجري يتنمي إلى الطائفة الكاثولكية كان عالم مصريات. في عام 1923 ساعد هوارد كارتر واللورد كارنارفور في فتح مقبرة توت عنخ آمون، أما والدتها فهي هيدوينغ ني فون كانت فلندية سويدية.
درست غاردينر في مدرسة فروبيل في هامرسميث وبعدها في المدرسة الليبيرالية بيداليس ثم أكملت دراستها في كامبريدج كلية نيونهام، كانت عائلة غاردينر ثرية لم تكن إيميليا بحاجة إلى عمل فكرست حياتها للسياسة والفن.
وقعت في حب برنارد ديكون باحث في كلية ترنيتي ولكنها تحطمت عندما مات عن عمر ناهز 24 سنة بسبب حمى البول الأسود وذلك سنة 1927.
بعد تلك الحادثة عملت معلمة في مدرسة ابتدائية غاملينغاي لوقت قصير لم تنجح في عملها كرست حياتها وطاقتها لدعم صديقاتها: باربرا هيبورث، زوج هيبورث الثاني، بن نيكلسون، دبليو إتش أودن، بيرتهولد لوبيتكين، سولي زوكرمان، نعوم جابو وآخرين انتقلت للعيش في هامستيد.
ابنها مارتن بيرنال (1937_2013) مؤلف كتاب أثينا السوداء رغم عدم زواجها من السيد برنال إلا أنها أشارت لنفسها باسم «السيدة برنال» كان للسيد برنال بالإضافة إلى ابنه من غاردينر، ولديه من سبراغ وواحد من مارغوت هاينمان. تزوج برنال من أغنيس إيلين سبراغ، سكرتيرته في 21 يونيو 1922، في اليوم التالي لحصوله على درجة البكالوريوس عندما كان يبلغ من العمر 21 عام.

## سياسيا
مع بداية أربعينيات القرن الماضي نظمت غاردينر حملة «من أجل الحرية الفكرية» لم يُضغط عليها للانضمام للحزب الشيوعي رغم أن برنال كان منه، أمضت الشتاء مع برنال في موسكو لكن كان لديها تحفظات اتجاه جوزيف ستالين.
في سنوات الستينات نشرت في جريدة التايمز إعلانات وُقع عليها من قبل أشخاص معروفين يعارضون حرب الفيتنام وهي من مؤيدي CND.
في الانتخابات العامة لعام 1970، فقد بن ويتاكر ‏ النائب العمالي من هامبستيد مقعده نتيجة فوز المترشح اليساري المتطرف الذي مولته غاردينر.

## أوركيني

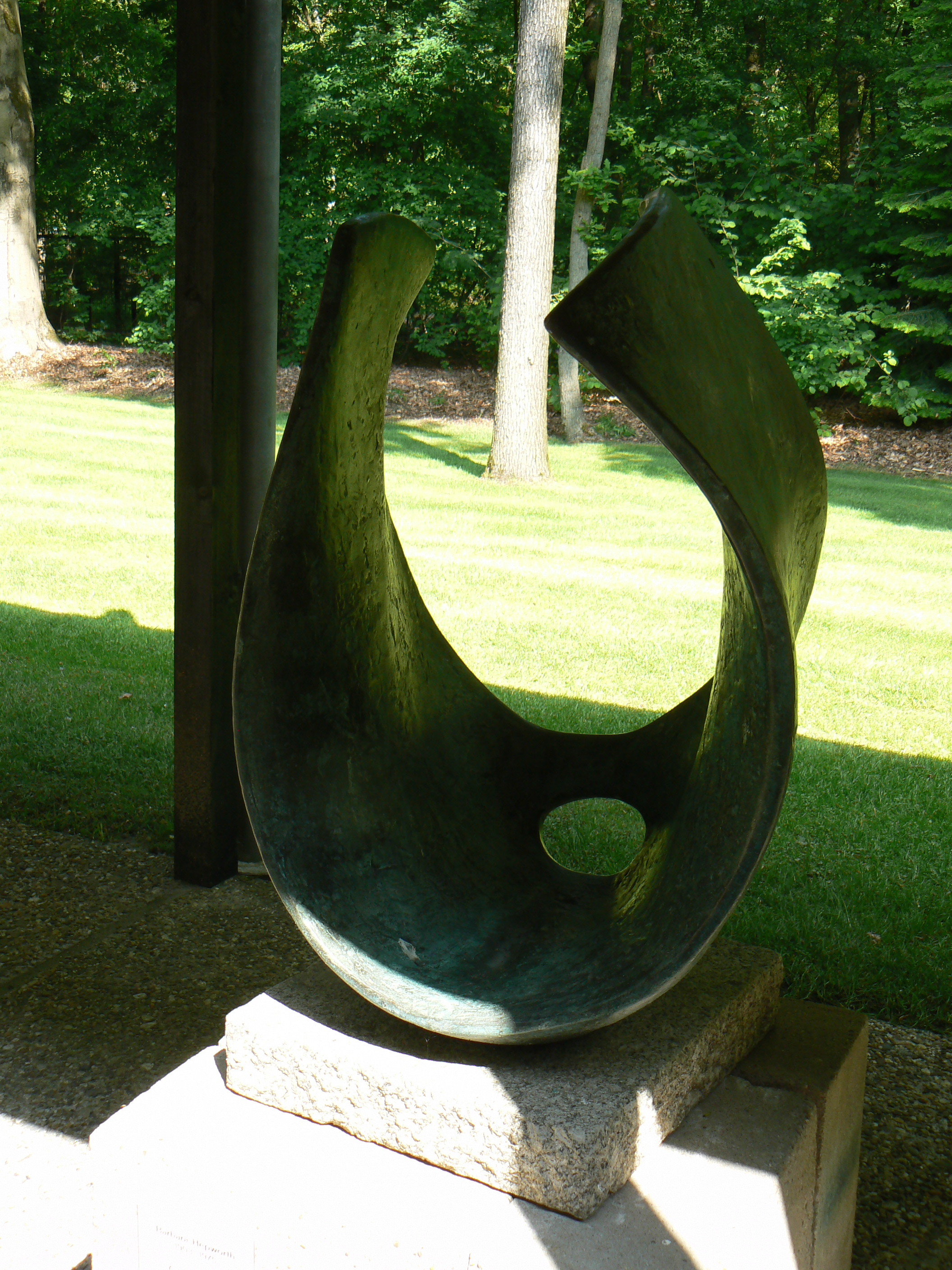
تمثال باربرا هيبورث المنحني والمنصوب في حديقة غاردينر الخلفية في هامبستيد

أمضت جزءًا كبيراً من حياتها بعيدة عن لندن، في راوزي بأوركيني حيث في عام 1979 عرض مركز بيار للفنون أحد أعمال صديقتها القديمة باربرا هيبوورث وهو «الشكل المنحني (تريفالجان)» الذي عرضته في عام 1956 في حديقتها الخلفية في هامستيد.

## المنشورات
- Barbara Hepworth: a memoir [مذكرة باربرا هيبوورث]. Edinburgh: Salamander Press. 1982. مؤرشف من الأصل في 2022-07-04.
- Footprints on Malekula: Memoir of Bernard Deacon [آثار أقدام على مالكولا مذكرة برنارد ديكون]. لندن: Chatto & Windus. 1984. ISBN:9780907540458.

- A Scatter of Memories. Free Association. 1988. ISBN:978-1-85343-043-5. مؤرشف من الأصل في 2022-07-02.